# دی هیون (ویرجینیا)
دی هیون (به انگلیسی: De Haven) یک منطقهٔ مسکونی در ایالات متحده آمریکا است که در شهرستان فردریک، ویرجینیا واقع شده‌است.